# Kopiec Kościuszki w Olkuszu
Kopiec Kościuszki w Olkuszu – kopiec usypany w Olkuszu w 1861 dla uczczenia 44. rocznicy śmierci Tadeusza Kościuszki – wyraz narastającej atmosfery patriotycznej przed powstaniem styczniowym oraz jako pamiątka udziału olkuszan w insurekcji kościuszkowskiej. Był on miniaturą krakowskiego kopca Kościuszki – miał 5 m wysokości i 14 m średnicy.
W czasie powstania styczniowego kopiec został zniszczony przez Rosjan, a ci, którzy zainicjowali jego usypanie, zostali zesłani na Sybir. W 1917 z okazji obchodów 100. rocznicy śmierci T. Kościuszki usypano nowy kopiec.
Kopiec ma u podstawy średnicę 18 m, wysokość 7 m. Krzyż wraz z betonowym postumentem na szczycie kopca ma wysokość 8 m.

## Remonty i konserwacja
Generalne prace remontowe całego obiektu przeprowadzono w latach 1993–1994. W ramach prac, u podstawy obiektu wmurowana została pamiątkowa tablica z wizerunkiem Tadeusza Kościuszki i opisem historii kopca.
W listopadzie 2018 z inicjatywy władz miasta, wykonano niezbędne prace konserwatorskie drewnianego krzyża i stopy fundamentowej polegające na:
- Kompleksowej konserwacji drewnianego krzyża.
- Oczyszczeniu i konserwacji elementów metalowych.
- Usunięciu starej stopy fundamentowej i wykonaniu nowej według projektu wykonawczego.
- Pracach niwelacyjnych kopca.

Prace wykonała firma Renart Sp. z o.o. z Olkusza.